# Martin Skala
Martin Skala (* 13. ledna 1970 Praha) je český muzikálový a rockový zpěvák.
Základní všeobecné i hudební vzdělání získal v Neratovicích a tam také od svých 13 let zakládal své první garážové skupiny. Změna nastala na gymnáziu v Kralupech nad Vltavou (Skala je absolventem Gymnázia A. Dvořáka v Kralupech nad Vltavou). Během studií začal vystupovat s folkrockovou skupinou Nota-K, později s rockovou skupinou Durian, s níž odehrál několik desítek koncertů po celé republice. Studoval zpěv u L. Nopové a skladbu u A. Michajlova na pražské konzervatoři. Účinkování v malých klubech ukončil v roce 1994, kdy vyhrál konkurz na titulní roli Ježíše v úspěšném muzikálu Jesus Christ Superstar. V této roli odehrál téměř 500 repríz včetně derniéry v roce 1998. Následovala role Prince v muzikálové Rusalce, Laerta v Hamletovi Janka Ledeckého a Andreje v plzeňském zpracování muzikálu Juno a Avos. Kromě zpěvu se Skala profesionálně věnuje webovému designu a je autorem stránek Tří mušketýrů. V roce 2005 se po šesti letech známosti oženil se zpěvačkou a tanečnicí Markétou Kováříkovou. Mají dceru Michaelu.

## Muzikály
- Jesus Christ Superstar (Ježíš) - pro studiovou nahrávku muzikálu nazpíval part Šimona Zélóta
- Rusalka (Princ)
- Hamlet (Laertes)
- Juno a Avos (Andrej)
- Kleopatra (Pothinus)
- Tři mušketýři (Athos, Rochefort)
- Golem (Hubert)
- Angelika (Ludvík XIV.)